# Preço Curto... Prazo Longo
Preço Curto... Prazo Longo é o segundo álbum da banda brasileira Charlie Brown Jr., lançado em 1999. Sobre o título do álbum, Chorão explicou:
O álbum apresenta um repertório mais alternativo e compacto, criando uma junção entre vários gêneros musicais como o hardcore punk, o rap, o reggae e o surf music, consagrando assim uma nova fase e identidade à banda. O álbum gerou quatro singles: "Confisco", que tem uma letra autobiográfica onde o protagonista tem todos os seus bens confiscados; "Zóio de Lula", que foi a primeira música da carreira da banda a alcançar a primeira posição nas rádios brasileiras; "Te Levar Daqui", que ficou famosa por ter sido o segundo tema da série Malhação, substituindo "Assim Caminha a Humanidade", de Lulu Santos; e "Não Deixe o Mar Te Engolir".
No Brasil, vendeu mais de 250 mil cópias, sendo certificado com Disco de Platina pela ABPD. Segundo o site G1, até 2013, 464.560 unidades do disco haviam sido comercializadas.
Em 2013, aproveitando a comoção causada pela morte de Chorão, a gravadora EMI relançou o álbum, em seu formato original.

## Recepção da crítica
| Críticas profissionais | Críticas profissionais |
| Avaliações da crítica  | Avaliações da crítica  |
| Fonte                  | Avaliação              |
| ---------------------- | ---------------------- |
| Galeria Musical        | [ 8 ]                  |

Para Leonardo Botti, crítico musical do jornal Correio da Cidadania, "Se você é fã de esportes radicais, com idade entre 10 e 18 anos, ou simplesmente gosta de uma trilha sonora divertida para os seus dias, esse CD é ideal. Afinal, rock'n roll é, principalmente, diversão". Ele complementa sua crítica positiva, dizendo: "O lançamento de "Preço Curto... Prazo Longo" gerou um fato bem interessante: uma crítica positiva da revista Veja. Em se tratando de um artista brasileiro e, pior ainda, roqueiro, é um acontecimento raro."

## Faixas
| N.º            | Título                                                                                             | Compositor(es)                               | Duração |  |
| 1.             | "Confisco"                                                                                         | Chorão, Marcão                               | 3:00    |  |
| 2.             | "Zóio de Lula"                                                                                     | Chorão, Champignon, Pelado                   | 4:12    |  |
| 3.             | "Resolve o Meu Problema Aí"                                                                        | Chorão, Marcão, Champignon, Thiago           | 2:59    |  |
| 4.             | "Te Levar"                                                                                         | Chorão                                       | 3:04    |  |
| 5.             | "O Que é da Casa, é da Casa" (vinheta)                                                             | Chorão, Champignon                           | 1:01    |  |
| 6.             | "O Preço"                                                                                          | Chorão, Champignon                           | 3:30    |  |
| 7.             | "Não Deixe o Mar Te Engolir"                                                                       | Chorão, Marcão                               | 5:09    |  |
| 8.             | "Hoje de Noite"                                                                                    | Chorão, Marcão                               | 2:41    |  |
| 9.             | "Bons Aliados" (ft. Rodolfo Abrantes)                                                              | Chorão, Marcão, Champignon, Rodolfo Abrantes | 2:24    |  |
| 10.            | "Puxa Carro"                                                                                       | Chorão, Marcão                               | 2:53    |  |
| 11.            | "União"                                                                                            | Chorão, Champignon, HC                       | 2:59    |  |
| 12.            | "Aquele Velho Carteado e Algumas Manobrinhas"                                                      | Chorão, Thiago, Thron                        | 2:35    |  |
| 13.            | "333"                                                                                              | Chorão, Thiago                               | 2:28    |  |
| 14.            | "Mantenha a Dúvida e Espere Até Ouvir Falar de Nós"                                                | Chorão, Champignon                           | 3:04    |  |
| 15.            | "Do Surf" (instrumental)                                                                           | Marcão                                       | 1:55    |  |
| 16.            | "História Mal Escrita"                                                                             | Chorão, Thiago                               | 4:02    |  |
| 17.            | "Chicano (Skate nos Cano)"                                                                         | Champignon                                   | 1:24    |  |
| 18.            | "A Grande Volta"                                                                                   | Chorão, Marcão, Champignon                   | 2:29    |  |
| 19.            | "Cruzei Uma Doida"                                                                                 | Chorão, Champignon                           | 1:45    |  |
| 20.            | "12+1 (Doze Mais Um)"                                                                              | Chorão, Champignon                           | 3:00    |  |
| 21.            | "Cidade Grande"                                                                                    | Chorão, Thiago                               | 3:15    |  |
| 22.            | "Local"                                                                                            | Chorão, Marcão, Champignon, Thiago           | 2:10    |  |
| 23.            | "Muito Antes que Você"                                                                             | Chorão, Thiago                               | 2:28    |  |
| 24.            | "Depois de Uma Bela Session, Um Belo Sofá, Cerveja, Pizza e Um Videozinho de Skate" (instrumental) | Marcão                                       | 1:07    |  |
| 25.            | "Deu Entrada pra Subir!"                                                                           | Chorão, Marcão                               | 3:08    |  |
| Duração total: | Duração total:                                                                                     | Duração total:                               | 64:06   |  |

## Certificações
| País          | Certificação | Data | Vendas certificadas |
| ------------- | ------------ | ---- | ------------------- |
| Brasil (ABPD) | Platina      | 1999 | 250.000             |

## Créditos
Créditos adaptados do encarte de Preço Curto... Prazo Longo
Charlie Brown Jr.
- Chorão: vocal
- Champignon: baixo, vocal e beatbox
- Marcão Britto: guitarra
- Thiago Castanho: guitarra
- Renato Pelado: bateria

Músicos adicionais
- De Menos Crime – vocais em "União"
- Radjja de Santos – vocais em "União"
- Consciência Humana – vocais em "União"
- Homens Crânio – vocais em "União"
- DJ Deco Murphy – scratches em "Confisco", "O Preço", "12 + 1" e "Deu Entrada pra Subir!"
- P.MC – vocals em "12 + 1"
- Tadeu Patolla – guitarra em "333"
- Rodolfo Abrantes – vocais em "Bons Aliados"
- Munari – guitarra em "Depois de uma Bela Session, um Belo Sofá, Cerveja, Pizza e um Videozinho de Skate"
- Zé Mazeo – violão em "Depois de uma Bela Session, um Belo Sofá, Cerveja, Pizza e um Videozinho de Skate"

Produção
- Rick Bonadio – produção
- Tadeu Patolla – produção
- Rick Bonadio, Paulo Anhaia e Lampadinha – gravação
- Rick Bonadio e Paulo Anhaia – mixagem
- Rick Bonadio e Rodrigo Castanho – masterização
- Paulo Anhaia e Tadeu Patolla – ProTools
- Ronaldo Simolla, Sergio Panda e Ivan Dizioli –  técnicos auxiliares
- Edu e Flávio – roadies

Design
- Anselmo Gomes – diagrama
- Chorão – encarte
- Shin Shikuma – fotografia
- Marcelo Rossi – fotografia
- Chorão, Marcelo Rossi e Shin Shikuma – projeto gráfico[9]

## Prêmios e indicações
| Ano  | Prêmio                                     | Categoria | Trabalho Indicado          | Resultado |
| ---- | ------------------------------------------ | --------- | -------------------------- | --------- |
| 2000 | Prêmio Multishow de Música Brasileira 2000 | Melhor CD | Preço Curto... Prazo Longo | Indicado  |